# The Witness for the Defense
The Witness for the Defense é um filme mudo do gênero drama produzido nos Estados Unidos e lançado em 1919.